# Barraca del camí del Corral del Fortuny XII
La Barraca del camí del Corral del Fortuny XII és una obra del Pla de Santa Maria (Alt Camp) inclosa a l'Inventari del Patrimoni Arquitectònic de Catalunya.

## Descripció
És una barraca de planta circular orientada al sud i envoltada d'una gran quantitat de pedra sobrera, disposada de forma rectangular al seu voltant. Aquesta pedra sobrera possibilita el llarg corredor d'entrada, cobert amb cinc lloses.
La seva cambra interior és també circular, amb un diàmetre de 2'575m. La cambra està coberta amb una falsa cúpula, amb una alçada màxima de 2'83m. La coberta exterior és de pedruscall. El portal està capçat amb una llinda.